# Orquestra jovem

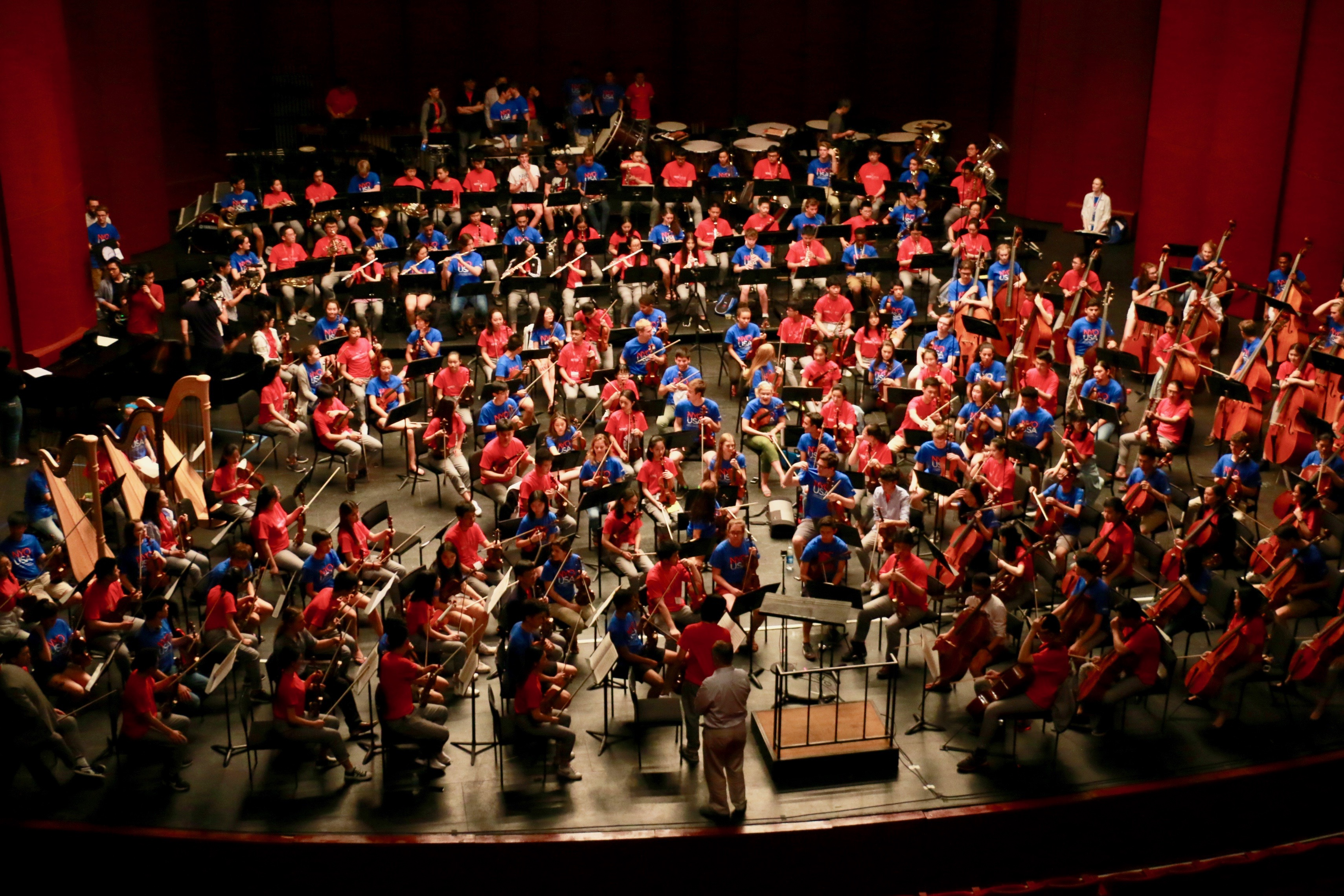
A Orquestra Jovem Nacional da China (em vermelho) ensaiando ao lado da Orquestra Jovem Nacional dos Estados Unidos (em azul) em julho de 2017.

Uma orquestra jovem é uma orquestra formada por jovens músicos, geralmente desde pré-adolescentes ou adolescentes até aqueles em idade de conservatório. Dependendo da faixa etária e seletividade, pode servir a propósitos diferentes. As orquestras para jovens estudantes têm como objetivo principal a educação musical, geralmente lideradas por um maestro que também é professor de música . Algumas orquestras jovens foram criadas por orquestras sinfônicas profissionais, tanto como um campo de treinamento para futuros músicos, quanto como parte de um programa de extensão à comunidade. Essa função de uma orquestra jovem é particularmente comum nos Estados Unidos.
Diferentemente de uma orquestra profissional, que irá receber as partes e ter alguns dias de ensaio e, em seguida, fará várias apresentações, as orquestras jovens normalmente ensaiarão a programação do concerto ao longo de vários meses. Esse tempo adicional dá ao maestro a oportunidade de treinar a orquestra e ensiná-la a aprender as muitas habilidades exigidas de um músico de orquestra, incluindo técnicas instrumentais e execução de uma obra em conjunto.

## Orquestras jovens nacionais

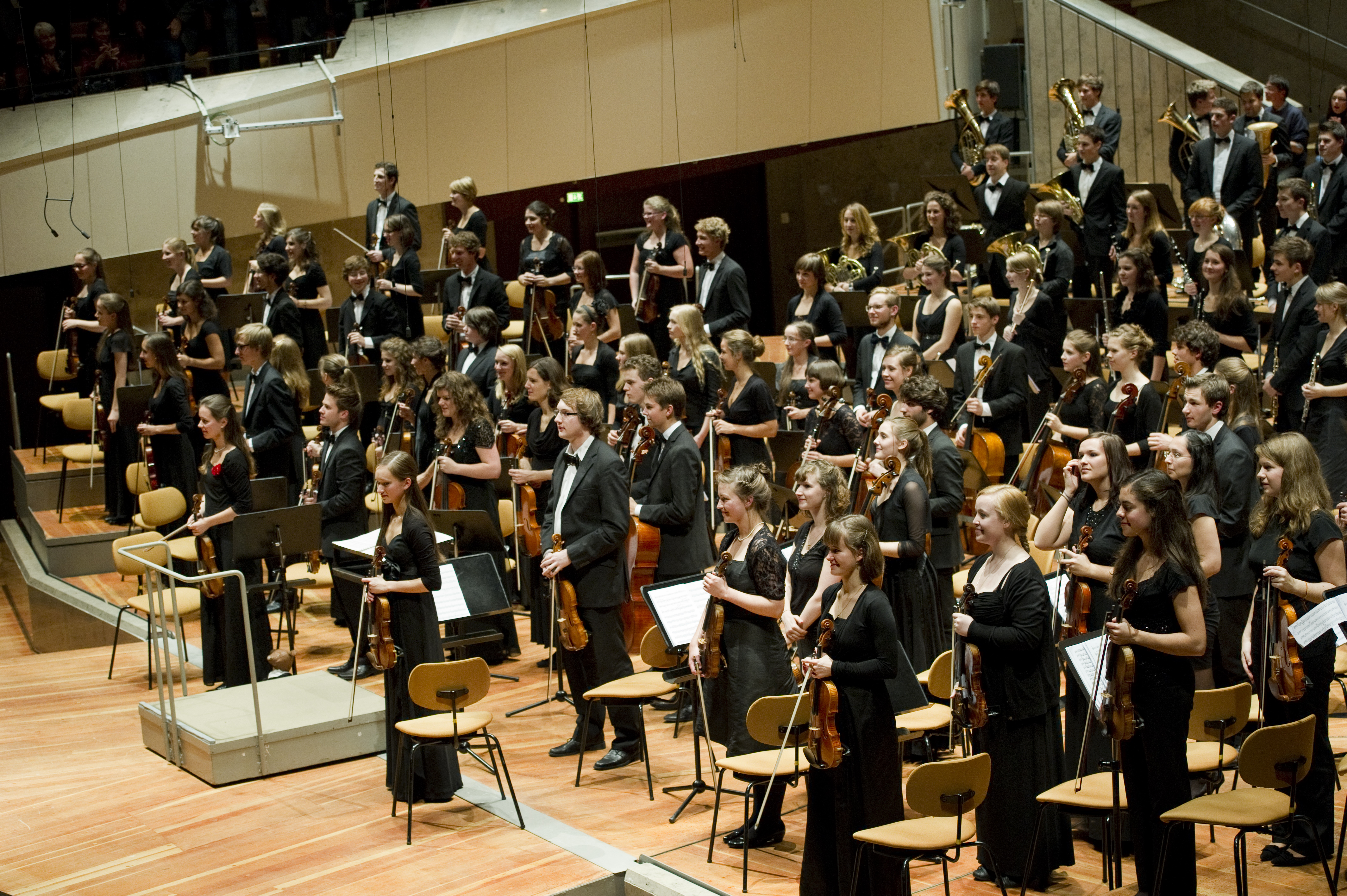
A Orquestra Jovem Nacional da Alemanha durante uma apresentação em 2011 na Berliner Philharmonie, a sala de concertos da Orquestra Filarmônica de Berlim.

Em contraste com as orquestras jovens locais, que incluem músicos de uma cidade ou região e, portanto, podem se reunir regularmente, as orquestras jovens nacionais são compostas por músicos de todo o país. Portanto, as orquestras jovens nacionais são geralmente organizadas em residências de curta duração, seguidas de uma turnê nacional ou internacional. Por exemplo, a Orquestra Jovem Nacional dos Estados Unidos organiza uma residência de duas semanas em Nova York a cada ano, antes de embarcar em uma turnê internacional.
Dependendo da tradição cultural da música clássica de um país, as orquestras jovens nacionais podem ter um prestígio significativo, muitas vezes sendo lideradas por maestros de carreira renomados. Portanto, eles geralmente são bastante seletivos, exigindo inscrições para audições e recrutando apenas uma fração deles. Por exemplo, a Orquestra Jovem da União Europeia seleciona apenas cerca de 120 membros, de 2.000 a 3.000 candidatos nas audições a cada ano.
As orquestras nacionais de jovens geralmente servem como um trampolim na carreira de jovens músicos. Como a habilidade artística necessária em orquestras jovens é bastante alta, muitos ex-membros se tornam músicos profissionais.

## Orquestras jovens notáveis
- Orquestra Jovem da União Europeia
- Gustav Mahler Jugendorchester
- Orquestra Jovem Nacional de Singapura
- Fundação Orquestra Jovem Nacional Sul-Africana
- Orquestra Sinfônica Jovem do Rio de Janeiro
- Orquestra Jovem do Rio Grande do Sul